# Locking (FEM)
Unter Locking (aus dem Englischen für „Sperren“ oder „Versteifen“) versteht man in der Finite-Elemente-Methode (FEM) das Phänomen, dass Element-Formulierungen bei bestimmten Belastungsarten zu steif reagieren können und sich damit nicht die richtigen Verformungen als Reaktion auf die Belastung berechnen lassen.
Bekannt hierfür sind insbesondere das Schub-Locking und das Volumen-Locking, die dafür stehen, dass bei Schubzuständen bzw. bei Belastungen, die das Volumen eines Körpers verändern möchten, die berechnete Reaktion wesentlich zu steif oder gar nicht abgebildet wird.

## Ursachen und Erklärung
Speziell bei finiten Elementen mit linearen Ansatzfunktionen ist bekannt, dass dieser Typ von Ansatzfunktionen nicht alle Terme eines (vollständigen) Polynoms enthält, siehe Pascalsches Dreieck. Damit erklärt sich das Defizit in der mathematischen Abbildungsleistung dieser Elemente.
Ein Beispiel hierfür ist das klassische 4-Knoten-Element mit einer typischen Ansatzfunktion
{\displaystyle N_{3}={\frac {1}{4}}(1+\xi )(1+\eta )={\frac {1}{4}}(1+\xi +\eta +\xi \eta )},
mit dem sich die Biegelinie eines Balkens
nur mit großem numerischen Fehler berechnen lässt:
Es ist bekannt, dass sich die Biegelinie eines Kragarms unter Einzellast mit den Bernoullischen Annahmen durch eine Funktion mit quadratischem und kubischem Anteil beschreiben lässt: 
{\displaystyle w(x)={\frac {F}{6\,EI}}(3lx^{2}-x^{3})}.
Man sieht am Beispiel für {\displaystyle N_{3}} also, dass zur vollständigen Beschreibung eines quadratischen Polynoms (Parabel) zumindest die Terme {\displaystyle \xi ^{2}} und {\displaystyle \eta ^{2}} fehlen.
Aus den Termen zur Darstellung eines kubischen Polynoms {\displaystyle \xi ^{3}}, {\displaystyle \eta ^{3}} oder {\displaystyle \xi ^{2}\eta } gibt es gar keinen Anteil, siehe Pascalsches Dreieck.
Diese fehlenden Terme sind die Ursache für die ungenügende Qualität dieser Formulierung, wenn man speziell Fragestellungen beschreiben möchte, die vom Schubmodul abhängen.